# Феликс Ленгјел
Феликс Ленгјел (франц. [feliks lɑ̃ʒɛl], по мађарском изговору Ленђел) познатији по свом псеудониму xQc или xQcOW, је канадски Twitch стример мађарског порекла, интернет личност, и бивши професионални Overwatch играч. Ленгјел је играо за Dallas Fuel у Overwatch лиги део наступне сезоне пре него што је био отпуштен због понављаних контроверзија и суспензија. Ленгјел је такође играо на Overwatch светском купу за тим Канада 2017, 2018 и 2019. године. Сада стримује на твичу као разноврстан стример за канадску е-спорт организацију Luminosity Gaming.

## Младост
Ленгјел се родио и одрастао у Лавалу, предграђу Монтреала, у породици мађарског порекла. Његови родитељи су се развели када је имао једну годину, и одрастао је са својим братом, Николасом, у подељеном старатељству. Као дете, Ленгјел је развио страст за скејтбордингом, сноубордингом, скакањем по трамбулини и видео играма; неке од својих трикова објавио је на Јутјубу.
Након завршетка средње школе, Ленгјел је почео да студира хуманистику на CEGEP-у пре него што је прешао на администрацију. Исписао се након три и по године, пре самог завршетка студија, и почео да стримује игре на Twitch-у. Ленгјел је прво играо Лигу Легенди на Twitch-у под именом xQcLoL али је касније пронашао игру Overwatch и почео је да се такмичи.

## Каријера

### Overwatch

#### DatZit Gaming
Ленгјел је започео своју каријеру као Overwatch играч као први тенк за DatZit Gaming, полупрофесионалну е-спорт организацију основану у Монтреалу, Канади. 13. августа 2016. године, Ленгјел и његов тим су освојили Dreamhack Монтреал 2016 Overwatch такмичење.

#### Denial eSports
Ленгјел је наставио своју каријеру као главни тенк за Overwatch тим "Q?" који је касније преузео Denial eSports 12. октобра 2016. године.
Ленгјел тврди да Denial дугује својим играчима 2,900 америчких долара након што их није исплатио.

#### Arc 6
Након расформирања Denial eSports-а, Ленгјел и његови саиграчи су играли под називом "YIKES!" који је касније промењен у Arc 6 пошто их је Blizzard замолио зато што лого није могао да се користи и за назив се сматрало да не може да се промовише. Након квалификовања, играли су Season Zero of Overwatch Contenders али су коначно елиминисани у групној фази. 9. јула 2017. године, Arc 6 учествовао је у свом последњем турниру, the Beat Invitational: Season 2 tournament, победивши FNRGFE али изгубивши од Rogue-а тако заузевши треће место. Коначно, Arc 6 се расформирао како би се фокусрали за прву сезону Overwatch Лиге. Није било никаквих званичних изјава од стране Arc 6 или Ленгјела по питању одласка из тима све док није било најављено да це бити део Dallas Fuel-а у Октобру.

#### Dallas Fuel
Дана 28. октобра 2017. године, Overwatch франшиза Dallas Fuel најавила је долазак Ленгјела у њихов тим као девети играч. Ленгјел је играо неколико мечева за тим пре него што је био критикован због хомофобне примедбе на његовом Твич каналу упућене његовом ривалу Остин "Мума" Вилмот из Houston Outlaws-а. Ленгјел је суспендован од стране Лиге наредна 4 меча и кажњен 2,000 америчких долара због кршења кодекса понашања Overwatch лиге. Dallas Fuel је касније продужио суспензију да укључи целу прву фазу. Ленгјел се вратио почетком друге фазе, водећи свој тим то победе против Los Angeles Gladiators-а, и проглашен је Оменом од стране HP-овог најбољег играча меча. Убрзо након повратка, Ленгјел добија још једну суспензију и новчану казну за неколико прекшаја на друштвеним мрежама и коришћење омаловаћавајућег начина говора према водитељима Overwatch лиге.

#### GOATS
Ленгјел је рекао да ће направити паузу професионалног играња, како би се посветио стримовању. Наставио је да стримује неколико месеци, пре него што је донео одлуку да се врати професионалном игрању, играјући са "Contenders Trials NA" тимом GOATS (енг. greatest of all time — најбољи свих времена).

#### Gladiators Legion
Дана 2. фебруара 2019. године, најављено је да се Ленгјел придружио као резевра главном тенку Gladiators Legion, академском тиму  Los Angeles Gladiators-а који се такмиче у Overwatch Contenders-у. Крајем 2019. године, тим је најавио да ће престати да се такмичи у Contenders-у.

#### Интернационална каријера
Ленгјел је такође играо за тим Канада у њиховој кампањи за Overwatch светски куп 2017. Квалификовали су се за светску куп након што су победили Холандију 3-0. Тим је успео да стигне до финала такмичења где су их је победила Јужна Кореја, прошлогодишњи шампион. Ленгјел је проглашен највреднијим играчем целог догађаја.
На Overwatch светском купу 2018, Ленгјел је играо као главни тенк за стартну поставу тима Канада. Неколико месеци пре светског купа, главни тренер тима Канада, Џастин "Џејн" Конрој најавио је на свом Твич стриму да је Ленгјел, заједно са играчима Лукасом "НотЕ" Мајснером, Брејдијем "Аџилитис" Џирардијем, Лејном "Шурфор" Робертсом и Лијамом "Мангачу" Кембелом, слободан да се придружи канадском националном тиму без пролажења кроз стандардни пробни период. Играо је у Лос Анђелес групној фази, завршивши други и пласирајући се у четвртфинале BlizzCon-а.
Јула 2019. године, тим Канада је најаваио да ће се Ленгјел вратити стартни главни тенк за тим на Overwatch светском купу 2019. Тим није успео да прође групну фазу, јер је изгубио сва четири меча.

### Стриминг

#### Twitch
Након прекида Legion's 2020 Contenders сезоне, Ленгјел је одлучио да настави са стримингом на Twitch-у као своје стално запослење. Стримује у просеку 9 сати дневно, а његов број гледалаца прелази 60,000. Октобра 2019. године, Ленгјел је био најгледанији Twitch стример и био је рангиран као 29. најпраћенији. Такође, један од најпретплаћенијих Twitch канала, са преко 35,000 претплатника месечно у просеку. Иако и даље игра Overwatch, његови стримови су више фокусирани на разноврсност. Често претражује нова издања игара на Steam-уи игра игре које му предлажу његови гледаоци. Ленгјел такође ради IRL (In Real Life - у правом животу) стримове за догађаје као што су TwitchCon и BlizzCon, отварања пакета које му шаљу фанови, стриминг друштвених мрежа, оценивање склопа компјутера својих гледалаца, а чак је и отварао Pokémon кутије на стриму.
Другог фебруара 2019. године, Ленгјел је потписао уговор са е-спортс организацијом Sentinels, заснованом у Лос Анђелесу, као разноврсни стример за њихов списак креатора садржаја на Twitch-у. У истој најави је објављено да ће се Ленгјел придружити као резервни играч Los Angeles Gladiators-а. 27. августа 2020. године, Ленгјел је био ослобођен свог уговора са Sentinels-ом и касније је потписао са Luminosity Gaming-ом.
Марта 2020. године, Riot Games је позвао Ленгјела да испроба бета верзију игрице Valorant где су гледалаци имали могућност да добију приступни кључ бета верзији тако што ће гледати његов стрим. У периоду до 7. до 15. априла стримовао је више од 112 сати Valorant-а, са 3 стрима који су трајали више од 20 сати. Такође је достигао свог досадашњи рекорд у броју гледалаца (222,720) и укупном броју засебних гледалаца у једном стриму (1,971,819) 9. априла 2020. године.
Крајем марта 2020. године, Ленгјел је почео да игра шах на стриму. Другог априла, Хикару Накамура, Велемајстор у шаху и стример придружио се његовом стриму да га научи како да игра шах. У наредним месецима, Ленгјел је укључивао партије шаха у своје стримове где је покушавао да побољша свој рејтинг на сајту "Chess.com". Клипови његових шаховских партија постајали су популарни на редиту, поготово на подредиту "r/LivestreamFail" што је довело до тога да се остали стримери заинтересују за игру. 25. маја, Chess.com је најавио први од PogChamps догађаја, где ће се 16 стримера такмичити у шаховском турниру за награду од 50,000 америчких долара. Ленгјел је завршио у баражу након што је изгубио сваку партију у групној фази, али победио своју колегиницу стримера Фазлија у четвртфиналу. Поражен је у полуфиналу од стране Лудвига Ахгрена. Верује се да је Ленгјелова сарадња са Накамуром и наредним PogChamps догађајима инспирисала пораст интересовања за шах на Twitch-у и другим медијским платформама, као што је Јутјуб.
Првог октобра 2020. године, Ленгјел је најавио на свом стриму да је потписао за Luminosity Gaming као креатор садржаја.

#### Име
Ленгјелов псеудоним на интернету је изведен од последњег слова његовог имена, Феликс (Félix), и скраћенице његовог родног града Квебека (Quebec - QC).

#### Јутјуб
Ленгјел такође има јутјуб канал који је направио још осмог марта 2015. године, где поставља истакнуте делове својих стримова, реакције и игре које игра на стриму.

## Контраверзије

### Суспендовање налога
Пре великих инцидената у Овервач лиги, било је познатих случајева контраверзних дела. Његов налог је двапут обустављен због кршења Blizzard-ових правила коришћења. Први инцидент десио се 17. новембра 2017. године, када су Ленгјела избацили усред такмичарске Овервач партије уз поруку да је суспендован. Суспендован је на 72 сата звог "злоупотребе система за пријаву". Ленгјел је користио систем за пријаву у игри да би пријавио играче за наводно неважеће разлоге. Пријавио је играча зато што је одбијао да промени хероја, иако је изнова умирао.
Док је стримовао у децембру 2017. године, Ленгјел је намерно изгубио меч у такмичењу. Близард је на то одговорио тако што га је суспендовао на 7 дана, а Ленгјел је поставио видео са јавним извињењем за своје понашање.
Дана 11. августа 2018. године, Ленгјелов налог је поново суспендован због кршења полисе о увредљивом ћаскању. Наводно су га саиграчи неколико пута пријавили за овај прекршај. Overwatch светски куп га је званично упозорио звог ове обуставе, али су му дозволили да настави да игра.
Само неколико недеља након што је његов Overwatch налог суспендован, трајно му је забрањен приступ Лиги Легенди због "изузетно провокативних и увредљивих" коментара у ћаскању. Био је међу 0.006 посто играча Лиге Легенди који су били довољно негативни да добију трајну забрану.

### Обуставе у Overwatch лиги
Ленгјел је био двапут суспендован док је играо за Dallas Fuel. Први пут је било након што је Делас Фјул изгубио од Houston Outlaws-а у првој фази. Ленгјел је упутио хомофобичне коментаре геј играчу Houston Outlaws-а Остину "Мума" Вилмоту. Overwatch liga je новчано казнила Ленгјела за 2,000 америчких долара и суспендовала га на 4 меча. Dallas Fuel касније продужио ту суспензију на остатак прве фазе. Ленгјел се потом извинио за свој коментар, написавши: „Оно што сам рекао на стриму, нисам рекао злонамерно, најозбиљније нисам схватио читаву ситуацију раније... Надам се да ово могу да претворим у нешто добро, жао ми је."
Ленгјел је био новчано кажњен и суспендован због коришћења Twitch емотикона "TriHard" на расистички назин, и због коришчења омаловажавајућег начина говора према водитељима и саиграчима Overwatch лиге на друштвеним мрежама и свом личном стриму. Овог пута, Ленгјел је добио новчану казну од 4,000 америчких долара и суспендован на четири меча. 11. марта 2018. године, Dallas Fuel је објавио да су се тим и Ленгјел заједнички договорили да се раздвоје. У једноим интервјуу, Ленгјел је рекао да, иако воли да игра на професионалном нивоу, такође ужива у стварању садржаја на Twitch-у. Ако добије понуду да игра у професионалном тиму поново, рекао је да ће морати да размисли пре него што донесе одлуку.

### Забране наTwitch-у
Дана 31. јула 2019. године, xQc је добио забрану на 3 дана због стримовања експлицитног сатиричног видеа где су порнографске сцене измењене тако да би се чиниле да су "Safe for Work" (безбедне за јавни приказ).
Дана 29. фебруара 2020. године, xQc је добио забрану на 3 дана због приказивања голотиње у игрици за одрасле засноване на "Connect Four" (срп. спој четири). "NPC" (енг. non player character — „лик којим се не може управљати") је скинула своју одећу након што је xQc победио партију игрице спој четири против ње.
Дана 12. јуна 2020. године, xQc је добио забрану на 24 сата збој гледања видеа експлицитног садржаја у којем су две гориле имале сексуални однос.
Дана 18. новембра 2020. године, xQc је добио забрану на 7 дана због стрим снајповања (енг. stream sniping — сленг, гледање стримова грудих играча како би добио неправедну предност) у Fall Guys Twitch Rivals догађају. Такође је добио шестомесечну забрану учествовања у Twitch Rivals-у и приморан је био да врати награду коју је освојио у такмичењу.

## Награде и номинације
| Godina | Ceremonija                 | Kategorija     | Rezultat  | Ref.          |
| ------ | -------------------------- | -------------- | --------- | ------------- |
| 2017   | 2017 Overwatch svetski kup | MVP            | Osvojen   |               |
| 2018   | 2018 E-sports nagrade      | Strimer godine | Nominiran |               |
| 2020   | Nagrade za kanadske igre   | Strimer        | Nominiran | [ 66 ] [ 67 ] |
| 2020   | 2020 E-sports nagrade      | Strimer godine | Nominiran |               |